# 布伦嫩塔尔
布伦嫩塔尔（德語：Brunnenthal）是奥地利上奥地利州谢尔丁县的一个市镇。总面积15平方公里，总人口2104人，人口密度140.3人/平方公里（2005年）。